# Crotonisation
La crotonisation  est une réaction de déshydratation d'un bêta-aldol ou d'un bêta-cétol, formant une alpha-énone. Cet aldol/cétol résulte lui-même de l'aldolisation (condensation aldolique) d'un composé carbonylé (aldéhyde ou cétone) avec un énol, c'est-à-dire en général d'un composé carbonylé énolisable (aldéhyde ou cétone ayant un hydrogène en α).
La crotonisation peut s'effectuer en milieu acide ou basique sinon par activation thermique.
Le terme crotonisation provient du crotonaldéhyde, issu de la déshydratation du 3-hydroxybutanal (aldol), qui est le produit de condensation aldolique de l'acétaldéhyde sur lui-même.